# National Historic Landmarks nel Dakota del Nord
Questa è una lista completa dei National Historic Landmarks del Nord Dakota. Il programma National Historic Landmark (NHL) è designato dal governo federale degli Stati Uniti e riconosce strutture, distretti, oggetti e risorse simili a livello nazionale in base ad un elenco di criteri di rilevanza nazionale.

## Attuali NHLs
La tabella seguente elenca i 7 siti dello stato del Dakota del Nord.
| N. | Nome                                       | Foto | Data designata                | Luogo       | Contea             | Descrizione |
| -- | ------------------------------------------ | ---- | ----------------------------- | ----------- | ------------------ | --- |
| 1  | Frederick A. and Sophia Bagg Bonanza Farma |      | 5 aprile 2005 (#85002832)     | Mooreton    | Contea di Richland | Frederick A. and Sophia Bagg Bonanza Farma è un'ex fattoria attiva tra il 1915 e il 1935.                                                   |
| 2  | Biesterfeldt Site                          |      | 23 dicembre 2016 (#100000874) | Lisbon      | Contea di Ransom   | Biesterfeldt Site è un sito archeologico, l'unico affiliato alla tribù Cheyenne.                                                            |
| 3  | Big Hidatsa Village Site                   |      | 19 luglio 1964 (#66000600)    | Stanton     | Contea di Mercer   | Big Hidatsa Village Site è un parco nazionale istituito per la diffusione degli stili di vita la cultura degli indiani delle pianure.       |
| 4  | Fort Union Trading Post                    |      | 4 luglio 1961 (#66000103)     | Williston   | Contea di McKenzie | Fort Union Trading Post è stata la più importante stazione di commercio per le pellicce fino al 1867.                                       |
| 5  | Huff Archeological Site                    |      | 18 febbraio 1997 (#80002920)  | Huff        | Contea di Morton   | Huff Archeological Site è un sito archeologico di un ex villaggio fortificato.                                                              |
| 6  | Lynch Knife River Flint Quarry             |      | 13 luglio 2011 (#11000629)    | Dunn Center | Contea di Dunn     | Lynch Knife River Flint Quarry è una delle maggiori cave di selce, facente parte di un sito archeologico, trovata in tutto il Nord America. |
| 7  | Menoken Indian Village Site                |      | 19 luglio 1964 (#66000599)    | Bismarck    | Contea di Burleigh | Menoken Indian Village Site è un sito di un'ex villaggio, ora parco statale.                                                                |